# Röhr Auto

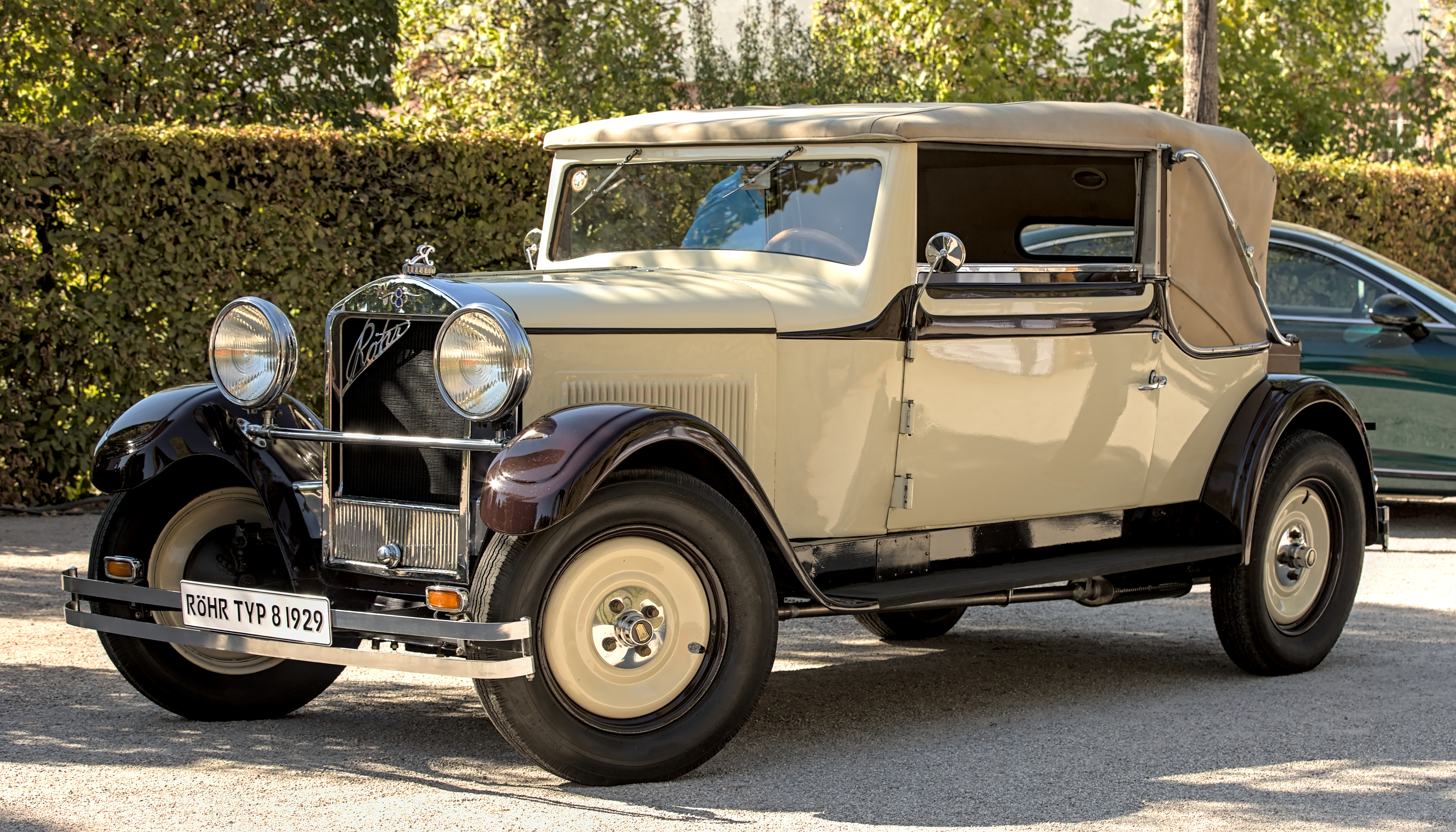
Röhr 8 Typ R, Baujahr 1929

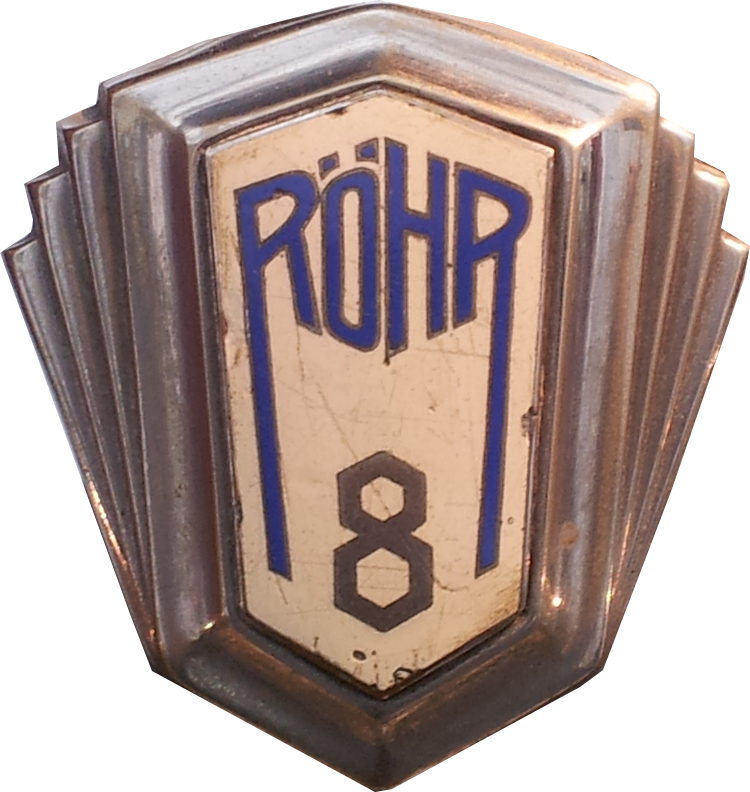
Röhr 8 Emblem

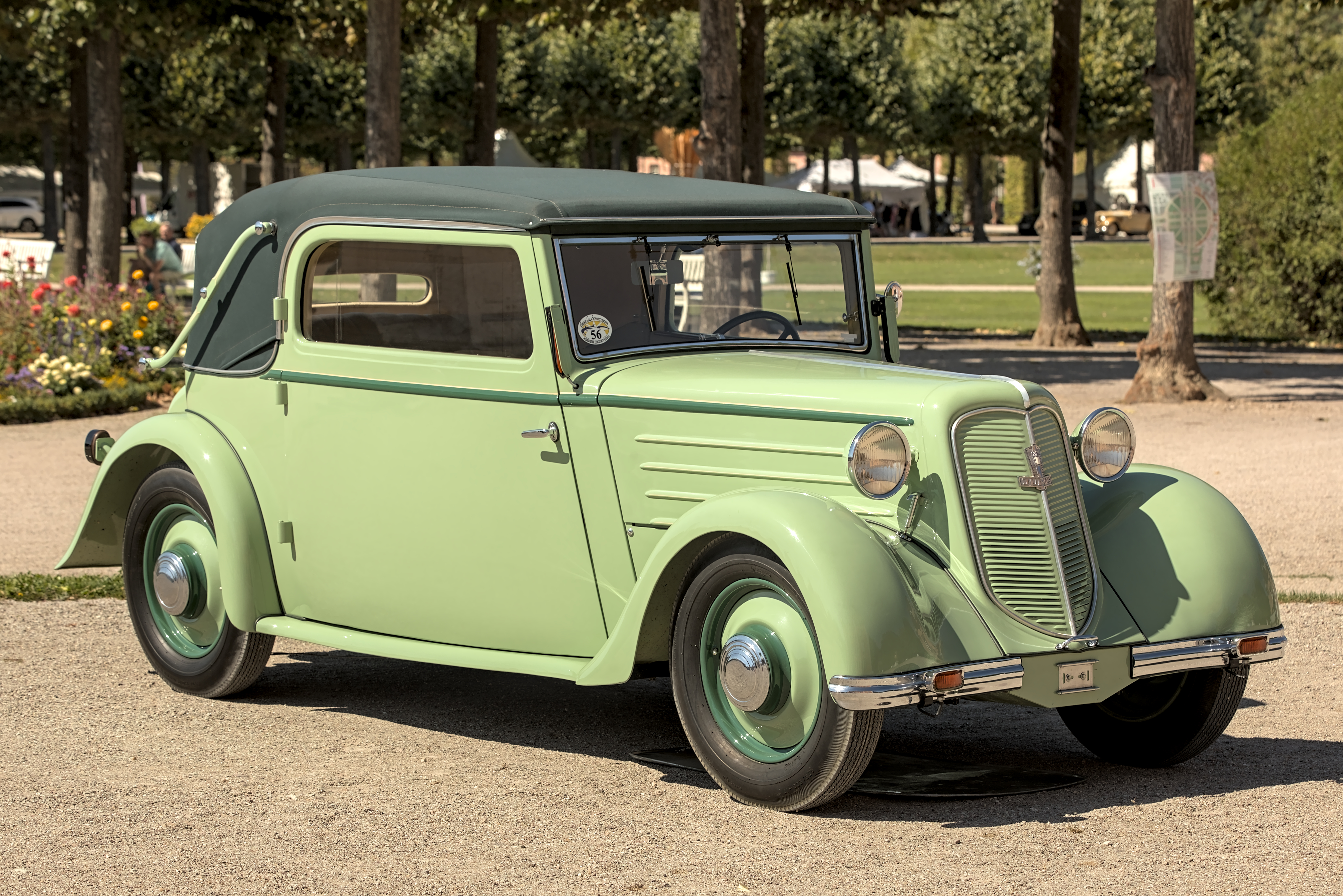
Röhr Junior von 1934

Die Röhr Auto AG war ein deutscher Automobilhersteller und wurde im Jahr 1926 von Hans Gustav Röhr gegründet.

## Unternehmensgeschichte
Hans Gustav Röhr gründete am 30. Oktober 1926 zusammen mit Hugo Greffenius (1876–1954), Hauptaktionär der MIAG, die Röhr Auto AG. Zusammen hatten beide ein Startkapital von ca. 500.000 Reichsmark. Im selben Jahr wurde das Gelände der Falcon Automobilwerke in Ober-Ramstadt übernommen. Im Herbst 1927 begann die Produktion des Röhr 8 Typ 8/40 PS, dem der 1928 in Berlin der Öffentlichkeit vorgestellte Röhr 8 Typ R 9/50 PS folgte. Der Röhr-Wagen fiel durch seine technisch fortschrittliche Bauweise mit Tiefbettkastenrahmen, Einzelradaufhängung, Zahnstangenlenkung und Leichtbauweise auf und schien ein wirtschaftlicher Erfolg zu werden. So erreichte das Werk im selben Jahr angeblich einen Auftragsbestand von 2.200 Wagen. Die Röhr Auto AG beschäftigte 1929 etwa 800 Mitarbeiter, die täglich bis zu 6 Fahrzeuge zu einem Preis von etwa 8000 Reichsmark produzierten. 1930, während der Weltwirtschaftskrise, musste die Röhr Auto AG Konkurs anmelden.
Anfang 1931 stoppte die Produktion vorerst. Die Röhr Auto AG wurde mit Einverständnis der Gläubiger vom schweizerischen Röhr-Generalvertreter Joos Andreas Heintz übernommen, Hans Gustav Röhr verließ das Unternehmen. Unter dem Namen Neue Röhr Werke AG wurde im April 1931 die Produktion wieder aufgenommen. Im Februar 1933 wurde als neues Modell der Röhr Junior vorgestellt. Die Neue Röhr Werke AG fertigten in den Werksanlagen im Flurgrundstück „Ochsenbruch“ (heute MIAG-Gelände) in den Jahren 1933–1935 über 1700 Röhr Junior.
Die Machtergreifung der Nationalsozialisten und deren anschließende Repressalien gegenüber jüdischem Kapital schwächten die Röhr AG nachhaltig. Im Dezember 1934 musste deswegen erneut Konkurs angemeldet werden. Die Produktion des Röhr Junior lief im März 1935 aus. Sämtliche Fertigungsunterlagen standen zum Verkauf. Stoewer sicherte sich die Produktionsrechte am Röhr Junior und fertigte ihn als Stoewer Greif Junior bis 1939. Der Rest ging zunächst an die Gesellschaft für die Verwertung von Industrieanlagen mbH, die bis 1936 noch einige Röhr F bauen ließ. In dieser Zeit pachtete die Noll-Monnard KG die Räume der vormaligen Reparaturabteilung und fertigte wenige Exemplare des Röhr 8 Typ F als auch den Röhr Junior bis 1938/39. Im Sommer 1937 wurden die übrigen Werksanlagen von der MIAG übernommen.

## Produkte
| Typ                            | Bauzeitraum | Zylinder | Hubraum  | Leistung               | Vmax     |
| ------------------------------ | ----------- | -------- | -------- | ---------------------- | -------- |
| 8 (8/40 PS)                    | 1927–1928   | 8 Reihe  | 1980 cm³ | 40 PS (29 kW)          | 90 km/h  |
| 8 Typ R (9/50 PS)              | 1928–1930   | 8 Reihe  | 2246 cm³ | 50 PS (37 kW)          | 100 km/h |
| 8 Typ RA (10/55 PS)            | 1930–1933   | 8 Reihe  | 2496 cm³ | 55 PS (40 kW)          | 100 km/h |
| 8 Typ F (13/75 PS)             | 1933–1934   | 8 Reihe  | 3287 cm³ | 75 PS (55 kW)          | 120 km/h |
| Junior (6/30 PS)               | 1933–1935   | 4 Boxer  | 1485 cm³ | 30 PS (22 kW)          | 90 km/h  |
| Olympier Typ FK (13/75/100 PS) | 1934        | 8 Reihe  | 3287 cm³ | 75–100 PS (55 – 74 kW) | 135 km/h |

## Neuzulassungen von Röhr-Pkw im Deutschen Reich von 1933 bis 1938
| Jahr | Zulassungszahlen |
| ---- | ---------------- |
| 1933 | 772              |
| 1934 | 1122             |
| 1935 | 51               |
| 1936 | 16               |
| 1937 | 9                |
| 1938 | 8                |

Quelle: